# 郑德涛
郑德涛（1950年8月—），男，广东五华人，中华人民共和国政治人物，曾任广东省教育厅厅长，中山大学党委书记，第十届全国人大代表。